# 北河内ダム
北河内ダム（きたかわちダム）は、石川県鳳珠郡能登町に位置し、二級河川・町野川水系河内川上流部に建設されたダム。河内川及び合流先である町野川の治水、及び能登町への上水道供給を目的に国庫の補助を受け補助多目的ダムとして建設された。
石川県が施工した都道府県営ダムで、高さ47.0メートルの重力式コンクリートダムとして2010年度（平成22年度）に全体事業が完成した。

## 沿革
町野川流域は1958年（昭和33年）、1959年（昭和34年）、1998年（平成10年）などに洪水被害が発生しており、また能登半島には良好な水源となる山が少ないため深刻な渇水被害にみまわれていた。これらの被害を軽減するため治水、灌漑、上水道を目的としてダム建設が進められた。

## 目的
ダムは五十里地内に建設されたが、既存の砂防ダムが五十里ダムと名づけられており、貯水池内のもうひとつの地区の名から北河内ダムと名づけられた。特記すべき工法としては拡張レアー工法を採用。コスト縮減のため左右岸アバットに造成アバットメント工法を採用している。また取水施設は選択取水設備を採用している。

### 事業の経緯
- 事業着手：1991年（平成3年）4月
- 事業採択：1995年（平成7年）4月
- 補償基準妥結：1999年（平成11年）8月
- 付替道路工事着手：2000年（平成12年）4月
- 町野川水系河川整備基本方針策定：2002年（平成14年）2月
- 町野川水系河川整備計画策定：2004年（平成16年）1月
- 付替県道完成式（石川県道276号五十里深見線）：2005年（平成17年）7月

### 本体工事の経緯
- 工事着手：2005年（平成17年）10月
- 転流式：2006年（平成18年）8月1日
- 起工式：2006年（平成18年）9月3日
- 初打設式：2007年（平成19年）6月22日
- 定礎式：2007年（平成19年）9月16日
- 最終打設式：2008年（平成20年）11月18日
- 試験湛水開始：2009年（平成21年）12月1日
- サーチャージ水位到達：2010年（平成22年）2月23日
- 竣工式：2010年（平成22年）8月29日

## ギャラリー

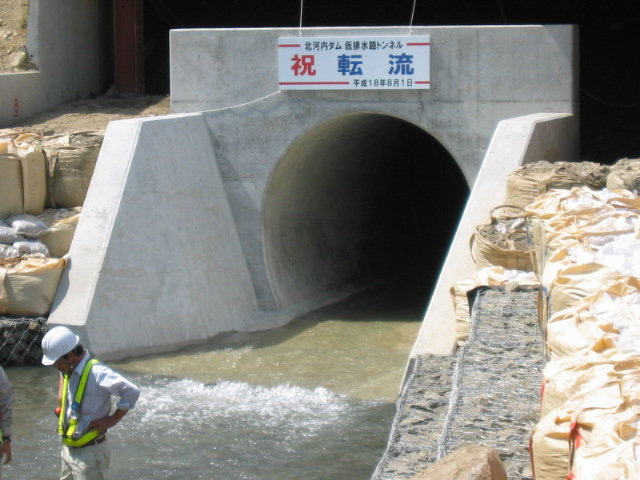
「転流式」2006年8月1日
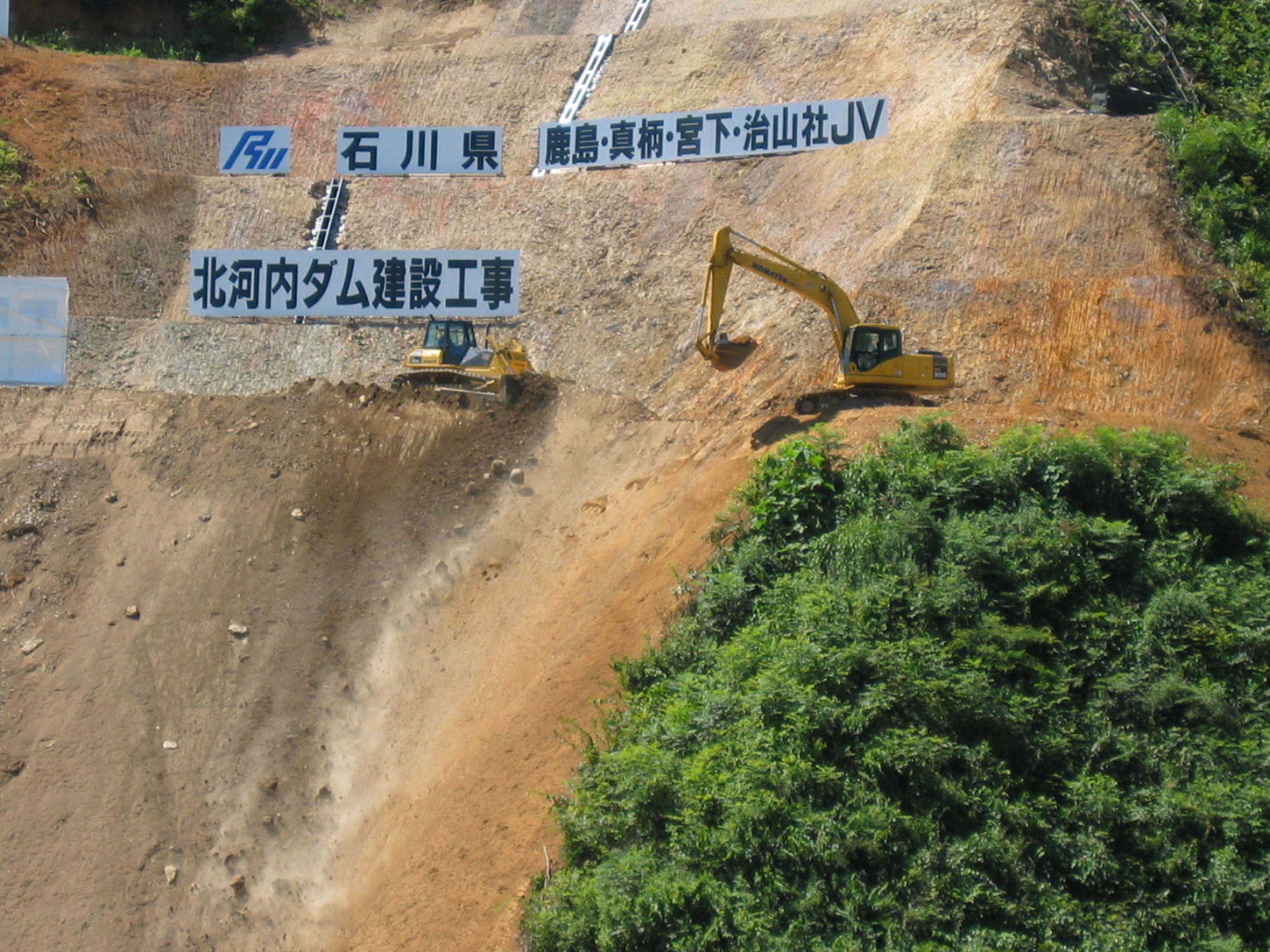
「起工式」2006年9月3日
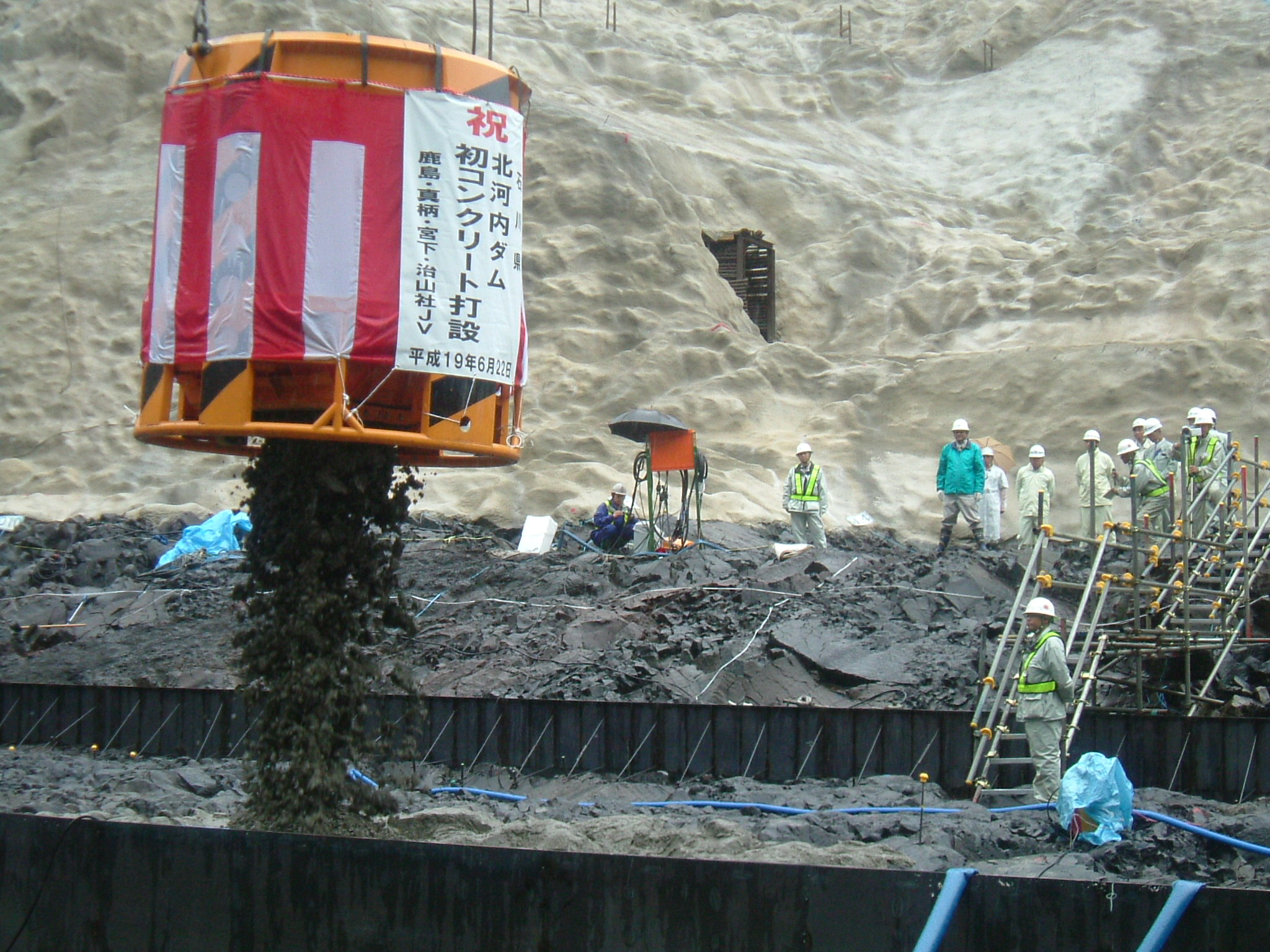
「初打設」2007年6月22日
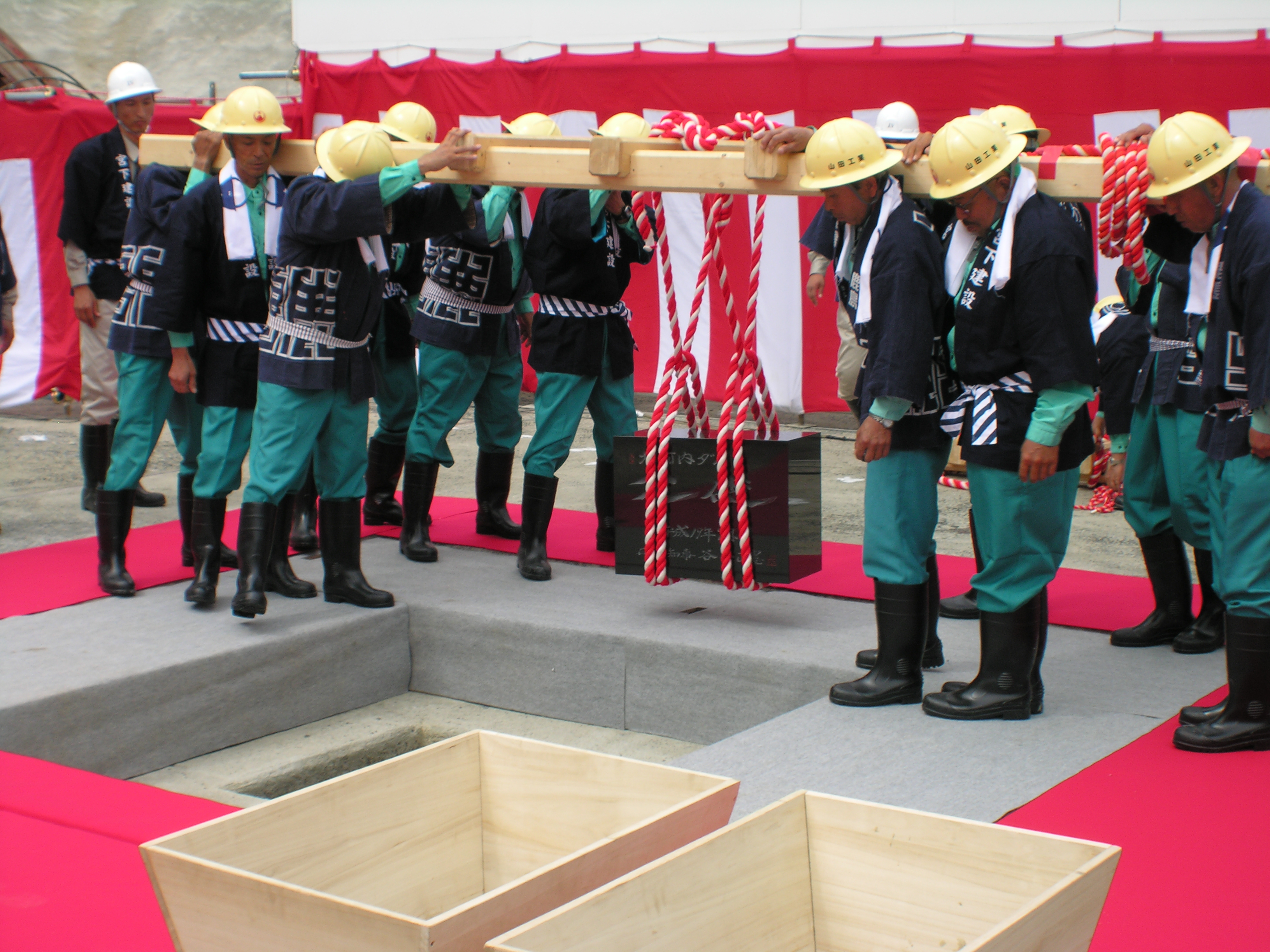
「定礎式」2007年9月16日
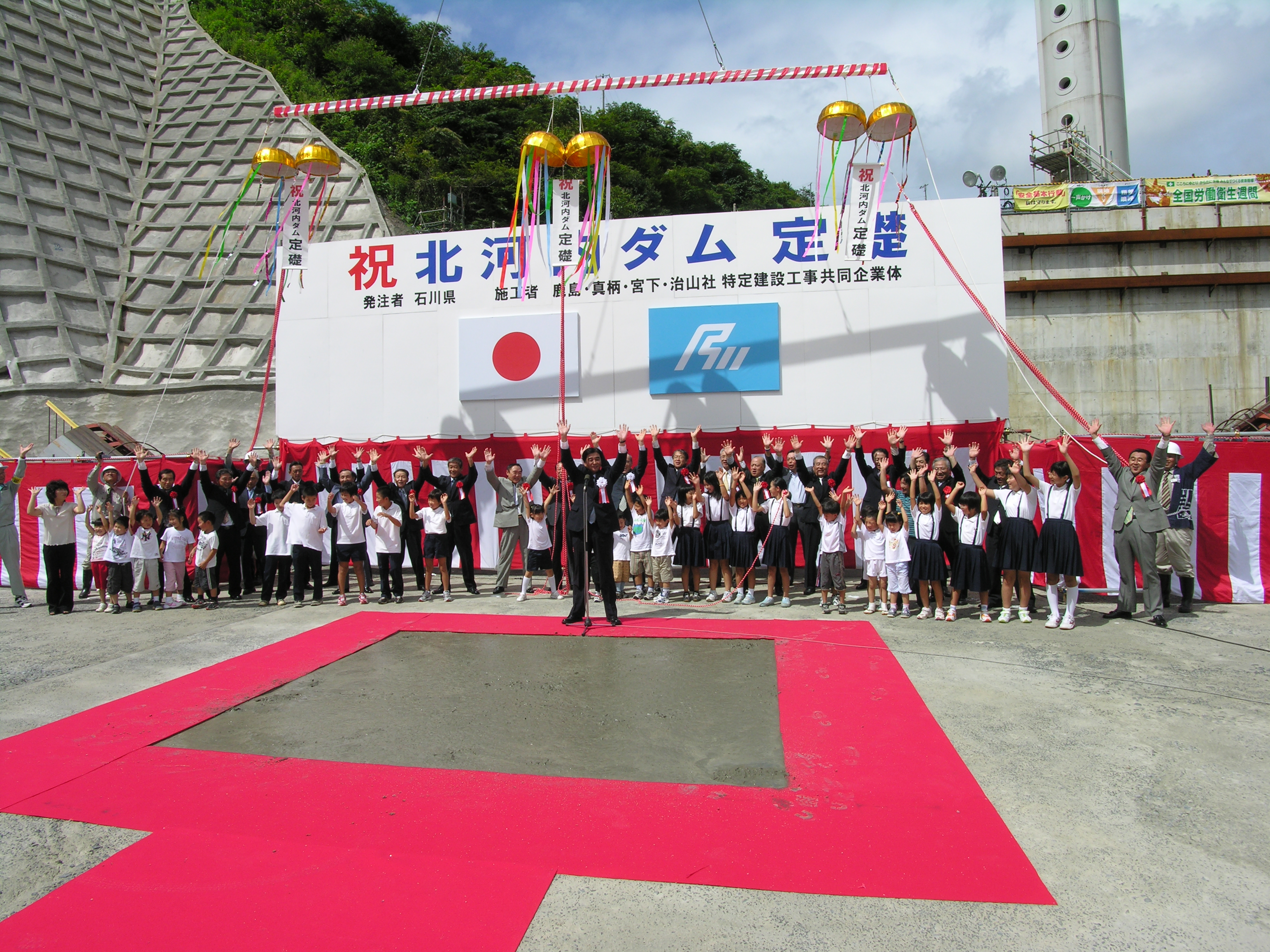
「定礎式」2007年9月16日
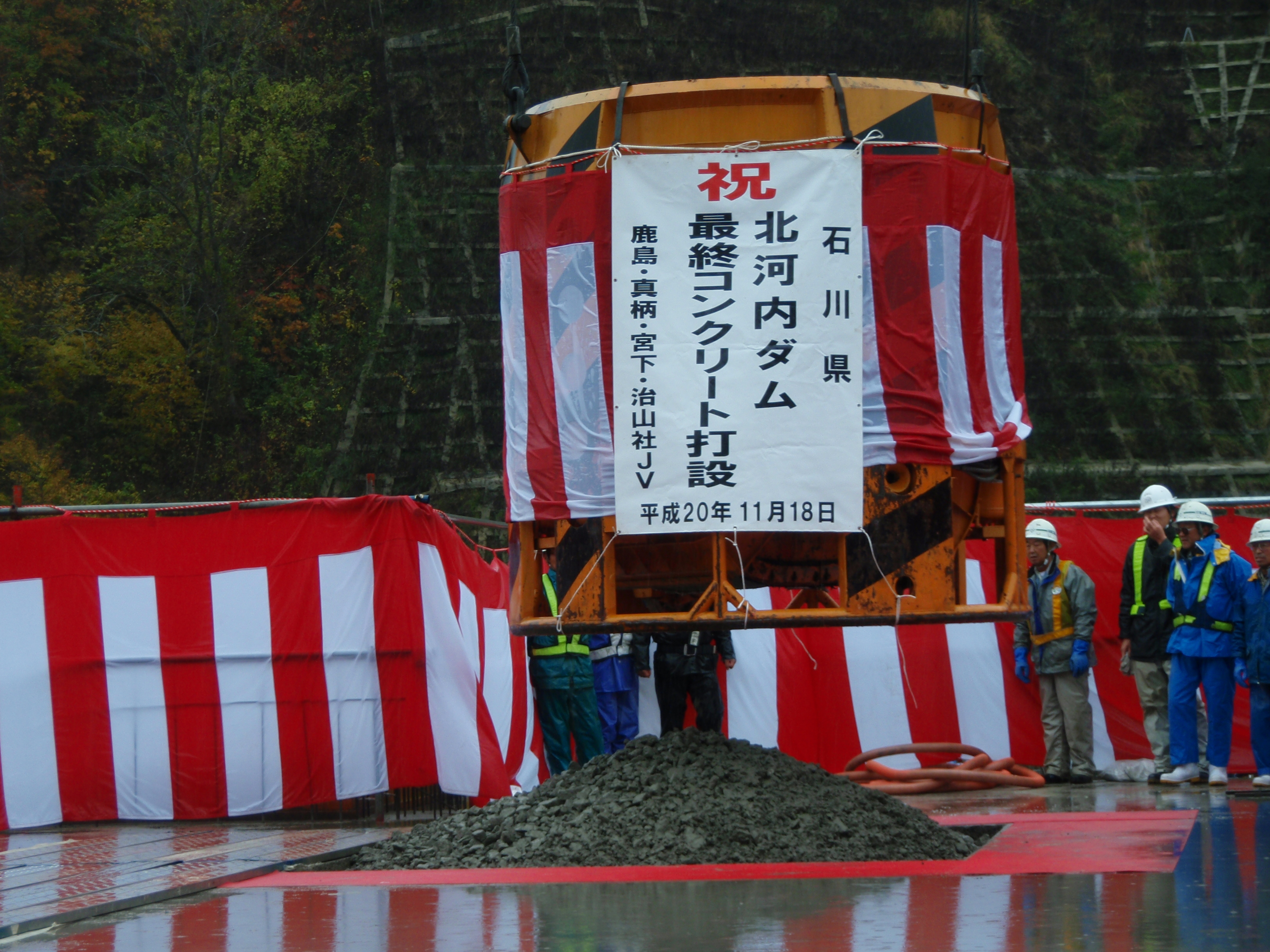
「最終打設式」2008年11月18日
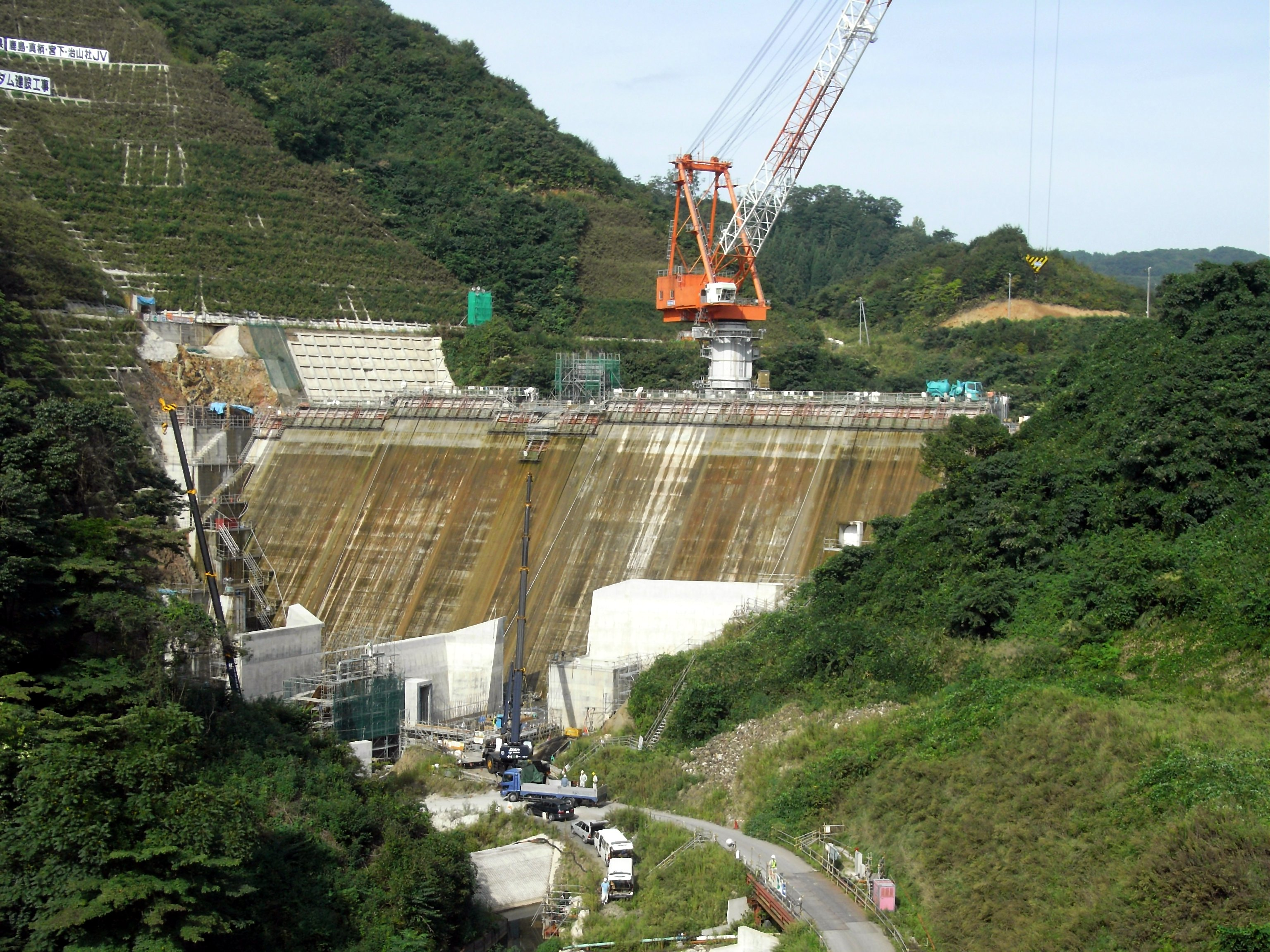
ダム本体建設（2008年9月撮影）